# 충청북도 보건환경연구원
충청북도보건환경연구원(忠淸北道保健環境硏究院)은 충청북도의 보건·환경·식품·식수 등의 검사, 분석, 연구를 위하여 충청북도청 산하에 설치된 직속기관이다.
연구원장은 지방보건연구관이나 지방환경연구관으로 보한다.

## 연혁
- 1952년 9월 1일: 충청북도위생시험소 설치
- 1976년 5월 10일: 충청북도보건연구소로 변경
- 1987년 12월 18일: 충청북도보건환경연구소로 변경
- 1991년 5월 17일: 충청북도보건환경연구원으로 변경
- 1994년 12월 31일: 사업소에서 직속기관으로 승격

## 조직
원장
- 행정지원과
- 보건연구부
- 환경연구부